# Ibrahim Abouleish

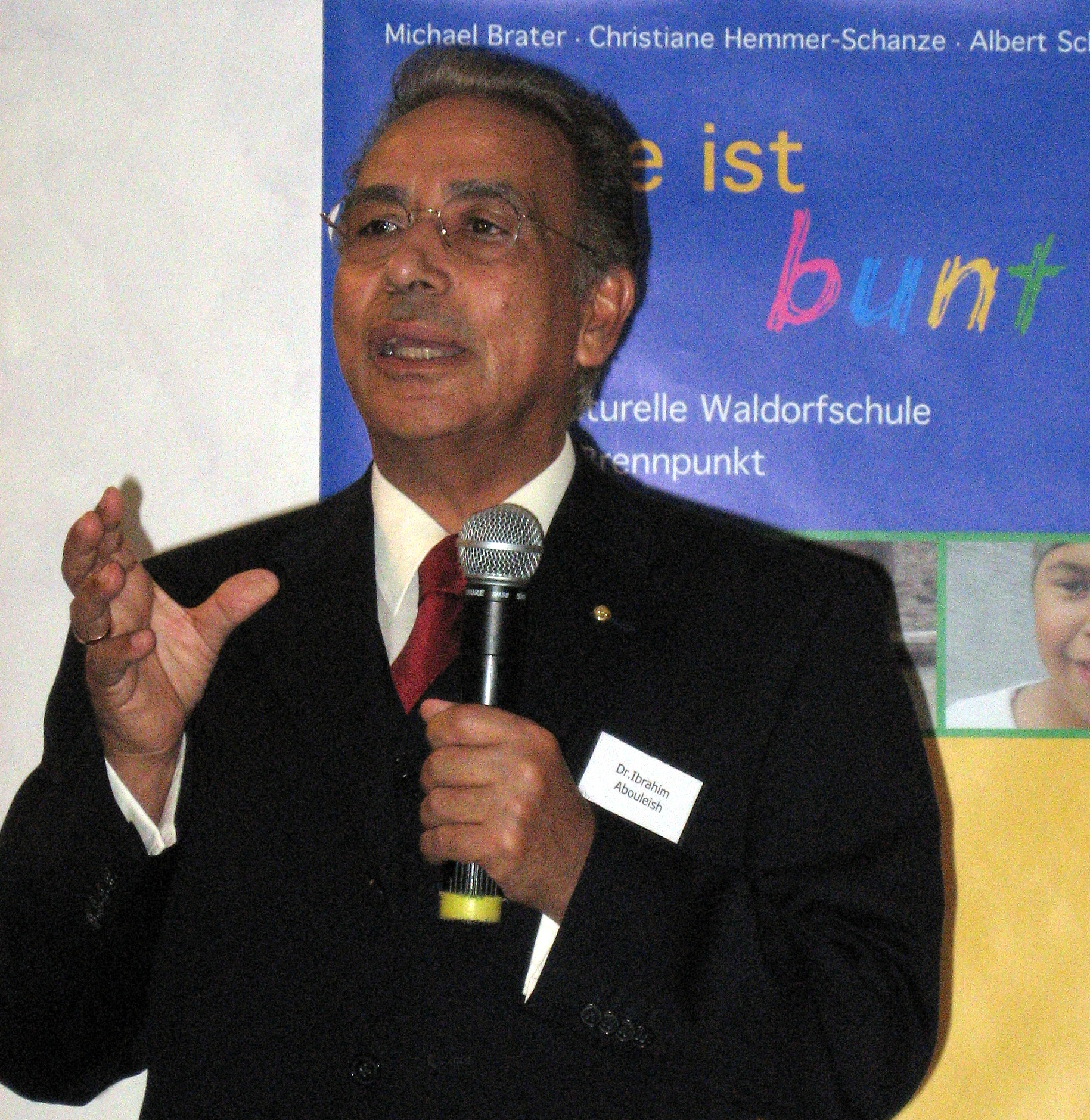
Ibrahim Abouleish

Ibrahim Abouleish (arabisch إبراهيم أبو العيش, DMG Ibrāhīm Abū al-ʿĪš; * 23. März 1937 in Mashtul; † 15. Juni 2017) war ein ägyptischer Chemiker und Unternehmer, der sich im Rahmen der von ihm gegründeten „Entwicklungsinitiative“ Sekem für die soziale und materielle Entwicklung Ägyptens einsetzte.
2003 wurde Abouleish mit dem Right Livelihood Award ausgezeichnet, dem „Alternativen Nobelpreis“.

## Leben und Wirken
Abouleish studierte ab 1956 Technische Chemie in Graz. 1960 heiratete er eine Grazerin, mit der er zwei Kinder hatte. Abouleish promovierte 1969 in technischer Chemie und arbeitete anschließend in führender Position in der industriellen Arzneimittelforschung.
Während eines Ägypten-Besuchs 1977 bedrückten ihn die Probleme des Landes (Bildungsnotstand, Überbevölkerung, Umweltverschmutzung). Er kehrte noch im selben Jahr in seine Heimat zurück und gründete die „Entwicklungsinitiative“ Sekem auf 70 Hektar Wüste knapp 60 Kilometer nordöstlich vom Zentrum Kairos.
Sekem (altägyptische Hieroglyphe für „sonnenhafte Lebenskraft“) ist heute Marktführer in der biologischen Landwirtschaft und pflanzlichen Heilmitteln. Das Unternehmen forciert den landesweiten Einsatz biologisch-dynamischer Anbaumethoden mit einer umweltverträglichen Schädlingsbekämpfung, insbesondere beim Baumwollanbau. Es betreibt Schulen, Arbeits- und Erziehungsprogramme, ein medizinisches Zentrum und eine Akademie für angewandte Kunst und Wissenschaften.
1984 gründete Abouleish die „Gesellschaft zur Förderung der kulturellen Entwicklung in Ägypten“ (SCD), heute Sekem Stiftung für Entwicklung (SDF). Die SDF ist eine gemeinnützige Stiftung und Durchführungsorganisation aller gemeinnützigen Projekte der Initiative.
Sekem beschäftigt heute knapp 2000 Menschen. Rund 250 Kleinbauern beliefern das Unternehmen mit biologisch angebauten Produkten. Ein Großteil der Produkte ist nach Demeter-Richtlinien angebaut.
2003 erhielt Ibrahim Abouleish für die Entwicklung eines Geschäftsmodells für das 21. Jahrhundert, in dem wirtschaftlicher Erfolg in die soziale und kulturelle Entwicklung der Gesellschaft integriert ist und dies durch die „Wirtschaft der Liebe“ fördert den Right Livelihood Award. Ab Mai 2007 war Abouleish zudem Ratsmitglied im World Future Council im Fachbereich Future Finance, nachdem ihn der Gründer des Right Livelihood Award und Initiator der World Future Council Initiative Jakob von Uexküll fragte, ob er dem Council neben 49 anderen Persönlichkeiten beitreten wolle.

„Insbesondere faszinierte mich die biologisch-dynamische Landwirtschaft, die aus der Anthroposophie entwickelt worden war und mit der man in Europa schon seit Beginn des 20. Jahrhunderts erfolgreich arbeitete. Durch sie, so war ich sicher, würde die landwirtschaftliche Situation in Ägypten entscheidend verbessert werden können.“

## Auszeichnungen
- 2003: Right Livelihood Award (Alternativer Nobelpreis)
- 2005: Ehrendoktorat der Medizinischen Universität Graz[3]
- 2010: Ehrendoktorat der Technischen Universität Graz[3]
- 2011: B.A.U.M. Umweltpreis für langjähriges herausragendes Engagement und beispielhafte Initiative im Bereich des Umweltschutzes und der nachhaltigen Entwicklung auf ganzheitlicher Grundlage.[4]
- 2012: Oslo Business for Peace Award, The Business for Peace Foundation.